# Resolución 1228 del Consejo de Seguridad de las Naciones Unidas
La resolución 1228 del Consejo de Seguridad de las Naciones Unidas, aprobada por unanimidad el 11 de febrero de 1999, tras reafirmar todas las resoluciones anteriores sobre la cuestión del Sáhara Occidental, en particular las resoluciones 1204 (1998) y 1215 (1998), el Consejo prorrogó el mandato de la Misión de las Naciones Unidas para el Referéndum del Sáhara Occidental (MINURSO) hasta el 31 de marzo de 1999 a fin de disponer de tiempo para celebrar consultas sobre cuestiones relacionadas con un referéndum propuesto. 
La resolución amplió el mandato de la MINURSO para que pudieran celebrarse consultas con el fin de lograr un acuerdo sobre los protocolos relativos a la identificación de los votantes y el retorno de los refugiados .  Se instó tanto al Gobierno marroquí como al Frente Polisario a que permitan al Alto Comisionado de las Naciones Unidas para los Refugiados realizar trabajos para la repatriación de los refugiados y sus familias con derecho a voto de acuerdo con el Plan de Arreglo .
El Consejo de Seguridad apoyó la intención del Secretario General Kofi Annan de pedir a su Enviado Personal que reevaluara la viabilidad del mandato de la MINURSO si había dificultades para aplicar las medidas y le pidió que informara al Consejo antes del 22 de marzo de 1999.